# Ritmo tribale (singolo)
Ritmo tribale è un singolo del gruppo musicale italiano Lollipop, pubblicato il 26 aprile 2018.

## Descrizione
Il brano è il terzo singolo delle Lollipop cantato in lingua italiana dopo Batte forte e Credi a me, e vede per la prima volta il gruppo cimentarsi con il genere latin pop. Alcune strofe della canzone sono inoltre cantate in lingua spagnola. Nel corso del brano vengono citati i due singoli più conosciuti del gruppo, Down Down Down e Batte forte, oltre che il nome del gruppo, su cui è strutturato il ritornello.

## Video musicale
Il teaser trailer del videoclip di Ritmo tribale è stato pubblicato sul canale YouTube delle Lollipop il 25 aprile 2018. Il giorno seguente altre scene del video sono state mostrate in anteprima nel corso del programma televisivo Pomeriggio Cinque, dove il gruppo è stato ospite per presentare il brano.
Il video completo, diretto da Michele Bizzi e scritto da Marcella Ovani, componente del gruppo, è stato pubblicato sul canale YouTube delle Lollipop il 1º maggio 2018. Il video, girato tra Milano e Pesaro, vede le Lollipop eseguire una coreografia in diverse ambientazioni, a altre scene girate a bordo di una barca a vela.

## Tracce
Download digitale
Testi e musiche di Francesco Guasti, Andrea Maestrelli, Davide Gobello, Mattia Falugiani, Iacopo Falsetti.
1. Ritmo tribale – 2:49